# Arhyssus longirostris
Arhyssus longirostris är en insektsart som beskrevs av Goverdhan Lal Chopra 1968. Arhyssus longirostris ingår i släktet Arhyssus och familjen smalkantskinnbaggar. Inga underarter finns listade i Catalogue of Life.